# Onzième accord de paix en Centrafrique
 (février 2019).
Si vous disposez d'ouvrages ou d'articles de référence ou si vous connaissez des sites web de qualité traitant du thème abordé ici, merci de compléter l'article en donnant les références utiles à sa vérifiabilité et en les liant à la section « Notes et références ».
Le Onzième accord de paix en Centrafrique ou Entente de Sant'Egidio est un accord de paix signé le 19 juin 2017 entre le gouvernement centrafricain du président Faustin-Archange Touadéra et quatorze groupes armés centrafricain. Cet accord a été signé à Rome sous l'égide de la communauté catholique de Sant'Egidio.